# Negacionismo
En comportamiento humano, el negacionismo es exhibido por individuos que eligen negar la realidad para evadir una verdad incómoda. De acuerdo al autor Paul O'Shea, «es el rechazo a aceptar una realidad empíricamente verificable. Es en esencia un acto irracional que retiene la validación de una experiencia o evidencia histórica». El autor Michael Specter define el negacionismo grupal cuando «todo un segmento de la sociedad, a menudo luchando con el trauma del cambio, da la espalda a la realidad en favor de una mentira más confortable».
En ciencia ha sido definido como el rechazo de conceptos básicos, aceptados y fuertemente apoyados por la evidencia que forman parte del consenso científico en determinada área en favor de ideas que son radicales y controvertidas. Se ha propuesto que sus variadas formas tienen en común el rechazo a la arrolladora evidencia y la búsqueda de controversia en un intento de negar que exista un consenso. Un ejemplo usual es el creacionismo de la Tierra joven y su disputa con la evolución.
Se han acuñado los términos negacionismo del Holocausto, de la COVID-19 y del VIH/sida; y se ha llamado negacionistas del cambio climático a aquellos que se oponen al consenso científico que sostiene que el calentamiento global es real y se debe a las actividades humanas. Se ha criticado el uso de la palabra negacionismo como una técnica de propaganda para reprimir puntos de vistas minoritarios. Similarmente, en un ensayo que discute la importancia del escepticismo, Clive James objetó el uso de negacionista para describir a escépticos del cambio climático, afirmando que esto «recuerda al espectáculo de un fanático negando el Holocausto». Celia Farber se opone al término negacionista del vih, argumentando que es injustificado poner esta creencia en el mismo nivel moral que los crímenes nazis de lesa humanidad. Sin embargo, Robert Gallo et al. defienden esta comparación, sosteniendo que el negacionismo del VIH es similar al del Holocausto debido a que es una forma de pseudociencia que «contradice un cúmulo inmenso de investigación».
Se han propuesto diversas motivaciones y causas para el negacionismo, incluyendo creencias religiosas y egoísmo, o un mecanismo psicológico de defensa contra ideas perturbadoras.

## Ortodoxia y heterodoxia
El antropólogo Didier Fassin distingue entre negación, definida como "la observación empírica de que la realidad y la verdad son negados", y negacionismo, que él define como "una posición ideológica a través de la cual el sujeto reacciona sistemáticamente contra la realidad y la verdad".
Individuos o grupos que rechazan proposiciones en las que existe consenso científico o erudito pueden caer en el negacionismo al usar tácticas retóricas para dar una apariencia de argumento o debate legítimo, cuando en realidad no lo hay. Rick Stoff citó a Chris Hoofnagle como sigue: 

Entonces existen aquellos que usan tácticas negacionistas para proteger alguna "idea sobrevalorada" que es crítica para su identidad. Ya que un diálogo legítimo no es una opción válida para aquellos que están interesados en proteger ideas tendenciosas o no razonables desde hechos científicos, su único recurso es usar esta clase de tácticas retóricas.

En un artículo de prensa de 2003, Edwin Cameron, un juez superior sudafricano infectado con VIH, describió las tácticas usadas por aquellos que niegan el Holocausto y por aquellos que niegan que la pandemia de sida es debida a la infección por VIH. Afirma que "para los negacionistas los hechos son inaceptables. Participan en controversias radicales, con propósitos ideológicos, de hechos que, en líneas generales, son aceptados por casi todos los expertos y aficionados como establecidos sobre la base de una aplastante evidencia". Para hacerlo emplean "distorsiones, medias verdades, tergiversaciones de las posturas rivales y convenientes cambios de premisas y lógica". Edwin Cameron nota que una táctica habitualmente usada por los negacionistas es "crear una gran obra de inevitable indeterminancia de cifras y estadísticas", debido a que estudios científicos de muchas áreas se basan en análisis de probabilidades de conjuntos de información y en estudios históricos el número preciso de víctimas y otros hechos no están disponibles en fuentes primarias. 
Tal "recurso de debate de información y 'evidencia' pseudocientífica" se ha reparado como una práctica común de varios tipos de negacionismo también en un artículo de 2009 publicado en la revista Globalization and Health. Esta es un área que el historiador inglés Richard J. Evans mencionó en el análisis del trabajo de David Irving que presentó en la demanda contra Deborah Lipstadt por difamación:

Los historiados respetables y profesionales no suprimen partes de la citas de textos que están en contra de su propia postura, sino que las toman en cuenta y, si es necesario, cambien su propia postura en consecuencia. No presentan como genuinos, documentos que se sabe falsificados solo porque las falsificaciones ocurrieron en el pasado. No inventan razones ingenuas, pero implausibles, y completamente sin sustento para desacreditas documentos genuinos porque aquellos están en contra de sus argumentos; de nuevo, enmiendan sus argumentos si es el caso, o, ciertamente, los desechan totalmente. No atribuyen concientemente sus propias conclusiones a libros u otras fuentes que, de hecho, en una inspección más cercana, realmente dicen lo contrario. No buscan ansiosamente la cifra más alta posible en una serie estadística, independientemente de su confiabilidad, o similar, simplemente porque quieren, por cualquier razón, maximizar la cifra en cuestión, sino que evalúan todas las cifras disponibles, tan imparcialmente como es posible, para llegar a un número que resista el escrutinio crítico de otros. No transladan errónea y conscientemente fuentes en idiomas extranjeros para hacerlas parecer más útiles para sí. No inventan obstinadamente palabras, frases, citaciones, acontecimientos y eventos, para los que no hay evidencia histórica, para hacer sus argumentos más plausibles.

Mark Hoofnagle, hermano de Chris Hoofnagle, ha descrito el negacionismo como "el empleo de tácticas retóricas para dar la apariencia de argumento o debate legítimo, cuando en realidad no lo hay". Es el proceso que funciona usando una o más de las siguientes cinco tácticas con el fin de mantener la apariencia de una controversia auténtica:
1. Teoría de conspiración. Desestimar la información o la observación sugiriendo que los rivales participan en "una conspiración para esconder la verdad".
2. Falacia de evidencia incompleta. Seleccionar un artículo aislado apoyando su idea, o usar artículos obsoletos, defectuosos o desacreditados para hacer parecer la postura opuesta como si estos apoyaran sus ideas en una investigación débil.
3. Expertos falsos. Pagar a un experto en el campo, o en otra área, para que dé evidencia de apoyo o credibilidad.
4. Cambiar las reglas — Desestimar la evidencia presentada en respuesta a una afirmación en específico, solicitando continuamente otra pieza de evidencia.
5. Otras falacias lógicas. Usualmente una o más falsas analogías, argumento ad consequentiam, falacia del hombre de paja, o red herrings.

Tara Smith de la University of Iowa también dijo que cambiar las reglas, teorías conspiratorias y falacia de evidencia incompleta son características generales de los argumentos negacionistas, pero añadió que estos grupos usan la "mayoría de sus esfuerzos en criticar la teoría convencional" en una clara creencia de que si logran desacreditar el punto de vista tradicional, sus propias "ideas sin apoyo llenarán el vacío".

## Normativo y polémico
Si un bando acusa al otro de negacionista, entonces está evadiendo el debate. Esto se debe a que negacionista es tanto normativo, debido a que implícitamente afirma que hay una verdad que se quiere negar, como polémico, debido a que el acusador a menudo explica por qué su rival está negando la presunta verdad y se equivoca en lo absoluto. Esto conduce a la denuncia implícita de que si el bando acusado persiste en su postura a pesar de la evidencia, debe poseer motivaciones ocultas.
Edward Skidelsky, académico de filosofía de Universidad de Exeter, ha sugerido que este es un uso reciente de la palabra denial (negación) y que puede tener sus orígenes en el antiguo sentido de deny, relativo a rechazar (como cuando el apóstol Pedro negó a Jesús), cuyo antecedente más reciente proviene del sentido freudiano de negar como un rechazo a aceptar una verdad dolorosa o humillante. Escribió: "Una acusación de 'negación' es seria, pues implica ya sea deshonestidad deliberada o autoengaño. La cosa negada es, por inferencia, tan obviamente cierta que el negador debe actuar motivado por la perversidad, malicia o ceguera obstinada". Sugiere que, por la introducción de la etiqueta "negacionista" en áreas profundas de debate histórico o científico, "uno de los grandes logros de la Ilustración –la liberación de la investigación científica e histórica del dogma– es silenciosamente revertida", y que debiera ser motivo de preocupación para las personas de mente liberal.

## Ejemplos de uso

### Negacionismo de la evolución
Las creencias religiosas del individuo pueden dar entrada a la negación de la existencia de la teoría científica de la evolución. La evolución permanece como un hecho indiscutido dentro de la comunidad científica y en la academia, donde el nivel de apoyo a la evolución es esencialmente universal, aunque esta idea es a menudo vista con oposición por fundamentalistas bíblicos. La mirada alternativa es presentada a menudo como una interpretación literal del mito de la creación del Génesis. Aunque no hay evidencia que el creacionismo ocurriese, muchos cristianos fundamentalistas lo enseñan como si fuese un hecho bajo los nombres de ciencia de la creación y el diseño inteligente. Adicionalmente las creencias que suelen acompañar al creacionismo incluyen el mito del Diluvio universal, el geocentrismo y la creencia que la Tierra solo tiene entre 6 000 y 10 000 años de edad. Todas estas creencias son consideradas pseudociencias por la comunidad científica y son ampliamente consideradas ficticias.

### Negación del Holocausto
El negacionismo del Holocausto consiste en el acto de negar el genocidio de los judíos y otros grupos étnicos en el Holocausto durante la Segunda Guerra Mundial atribuyéndole que es parte de una conspiración. Los que niegan el Holocausto afirman: que la «solución final» de la Alemania nazi tenía como único objetivo deportar judíos del Tercer Reich, pero que no incluía el exterminio de judíos; que las autoridades nazis no usaron campos de exterminio y cámaras de gas para asesinar a judíos en masa; o que el número real de judíos asesinados fue significativamente menor que la cifra históricamente aceptada de 5 a 6 millones, por lo general alrededor de una décima parte de esa cifra.
Debido a que el negacionismo del Holocausto es una faceta común de propaganda racista por parte de grupos antisemitas y neonazis, se considera un problema social grave en muchos lugares donde ocurre y es ilegal en varios países europeos, entre ellos Alemania y Austria, así como en Israel.
Los académicos usan el término negacionismo para describir los puntos de vista y la metodología de los negacionistas del Holocausto con el fin de distinguirlos de los revisionistas históricos legítimos, que desafían las interpretaciones ortodoxas de la historia utilizando metodologías históricas establecidas. Los negacionistas del Holocausto generalmente no aceptan al negacionismo como una descripción apropiada de sus actividades y usan el eufemismo de revisionismo en su lugar. Las metodologías de los negacionistas del Holocausto a menudo se basan en una conclusión predeterminada que ignora la abrumadora evidencia histórica de lo contrario.

### Negacionismo del VIH/sida
El negacionismo del VIH/sida es la creencia, contraria a la concluyente evidencia médica y científica, de que el virus de la inmunodeficiencia humana (VIH) no causa el síndrome de inmunodeficiencia adquirida (sida). Algunos negacionistas rechazan la existencia del VIH, mientras que otros aceptan que el VIH existe pero sostienen que es un inofensivo virus pasajero que no causa el sida. Si es que los negacionistas reconocen el sida como una enfermedad real, lo atribuyen a alguna combinación de conducta sexual, drogas recreativas, desnutrición, mala higiene, hemofilia o efectos de los fármacos utilizados para tratar la infección del VIH (antirretrovirales).
El consenso científico es que la evidencia que demuestra que el VIH es la causa del sida es concluyente y que las afirmaciones de los negacionistas del VIH/sida son pseudociencia basada en falsas teorías de conspiración, razonamiento defectuoso, cherry picking y tergiversación de datos científicos en su mayoría obsoletos. Con el rechazo de estos argumentos por la comunidad científica, el material de los negacionistas del VIH/sida está actualmente dirigido a un público científicamente menos sofisticado y se difunde fundamentalmente a través de internet.

### Negación del cambio climático
La negación del cambio climático antropogénico es la negación, la desestimación o la duda que contradice el consenso científico sobre el cambio climático, incluida la medida en que es causado por los seres humanos, sus efectos en la naturaleza y la sociedad humana, o el potencial de adaptación al calentamiento global por las acciones humanas. Muchos de los que niegan, descartan o dudan injustificadamente del consenso científico sobre el calentamiento global antropogénico se autodenominan "escépticos del cambio climático", lo cual, según han señalado varios científicos, es una descripción inexacta. La negación del cambio climático también puede estar implícita cuando los individuos o los grupos sociales aceptan la ciencia pero no llegan a aceptarla o a traducir su aceptación en acciones. Varios estudios de ciencias sociales han analizado estas posturas como formas de negacionismo, pseudociencia o propaganda.
La campaña para socavar la confianza del público en la ciencia del clima ha sido descrita como una "máquina de negación" organizada por intereses industriales, políticos e ideológicos, y apoyada por medios de comunicación conservadores y blogueros escépticos. La misma es de naturaleza reactiva y ataca no solo a científicos, sino también a periodistas y activistas.
La política del calentamiento global se ha visto afectada por el negacionismo del cambio climático y la controversia política sobre el calentamiento global, lo que ha socavado los esfuerzos para actuar sobre el cambio climático o adaptarse a él. Quienes promueven el negacionismo suelen utilizar tácticas retóricas para dar la apariencia de una controversia científica donde no la hay.
Las campañas organizadas para socavar la confianza del público en la ciencia del clima están asociadas a políticas económicas conservadoras y respaldadas por intereses industriales que se oponen a la regulación de las emisiones de CO2. El negacionismo del cambio climático se ha asociado con el lobby de los combustibles fósiles, los hermanos Koch, los defensores de la industria y los think tanks conservadores, a menudo en Estados Unidos. Más del 90% de los documentos negacionistas sobre el cambio climático proceden de think tanks de derecha.

### Negacionismo del COVID-19
El negacionismo del COVID-19 es la creencia de que la enfermedad infecciosa COVID-19 (causada por el virus SARS-CoV-2) y la pandemia que esta ha provocado en 2019 no son reales, o que el virus fue creado y liberado deliberadamente, o que los medios exageraron sobre su gravedad. 

## Lectura adicional
- Michael Specter (2009). Denialism: How Irrational Thinking Hinders Scientific Progress, Harms the Planet, and Threatens Our Lives. Penguin Press HC, The. ISBN 978-1-59420-230-8.